# Csokonyavisonta
Csokonyavisonta je selo u južnoj Mađarskoj.
Zauzima površinu od 81,29 km četvornih.

## Zemljopisni položaj
Nalazi se na 46° 5' sjeverne zemljopisne širine i 17° 27' istočne zemljopisne dužine. Pruža se 5 km u pravcu sjever-jug, duž državne cestovne prometnice br. 68. Vilak je 1 km zapadno, Grgetka je 3 km sjeverno, Senđuđ je 8 km istočno-sjeveroistočno, Suljok je 7 km istočno-jugoistočno, a Arača je 3,5 km zapadno-jugozapadno.
Južno od sela se nalazi zaštićeno područje Csokonyavisontski šumski pašnjak (od 1977.), ploštine 440 hektara.

## Upravna organizacija
Upravno pripada Barčanskoj mikroregiji u Šomođskoj županiji. Poštanski broj je 7555.
Nastalo je upravnom reorganizacijom 1941., spajanjem sela Erdőcsokonye i Somogyvisonte. U starijim se dokumentima spominje i pod imenom Csokonya.
U ovom selu djeluje jedinica romske manjinske samouprave.

## Povijest
Somogyvisonta se prvi put spominje 1269., kad je kralj Matija Korvin darovao ovo područje obitelji Báthory. 
Selo je opustjelo za vrijeme turske vlasti. Početkom 18. st. je obitelji Széchenyi pokušala oživjeti Somogyvisontu. Obližnja Erdőcsokonya je bila trgovištem sredinom 19. st. (mezőváros).
Tražeći naftu se 1943. su otkrivene vode s ljekovitim svojstvima, a od kraja 1950-ih se te vode i iskorištavaju. Vode sadrže alkali-hidrogen karbonat, visoki postotak jodida, fluorida i silicijeve kiseline.

## Promet
Kroz selo u pravcu sjever-jug prolazi državna cestovna prometnica br. 68.

## Stanovništvo
Csokonyavisonta ima 1805 stanovnika (2001.). Mađari su većina. Romi čine 1,8%, Hrvati čine 0,9% te ostali. Rimokatolika je 70,9%, kalvinista je 22,2%, luterana 0,5%, grkokatolika 0,2% te ostalih.

## Znamenitosti
Na cesti prema Dáranyu se nalazi 300-400 godina stari hrast lužnjak promjera 6 metara u visini prsiju. Pod zaštitom je od 1942. godine. S tim hrastom je u svezi legenda o mađarskom pustolovu (betyár) Bandiju Patku.

## Poznate osobe
- János Xántus (etnolog)
- Szabó István Nagyatádi

## Vanjske poveznice
- (mađ.) Csokonyavisonta szálláshely
- (mađ.) Térkép Kalauz – Csokonyavisonta
- (mađ.) Légifotók Csokonyavisontáról
- Csokonyavisonta na fallingrain.com
- Panoramio  Arhivirana inačica izvorne stranice od 14. listopada 2016. (Wayback Machine) Csokonyavisontai fás legelő